# انحسار نهر الفرات عن جبل من الذهب
انحسار نهر الفرات عن جبل من الذهب هي علامةٌ من علامات الساعة الصغرى حيث ينحسر نهر الفرات عن جبل من الذهب ويتسامع الناس بهذا الكنز العظيم، ويتقاطرون من كلّ جانب، في سباقٍ محموم للحصول عليه والاستئثار به، فتتهافت نفوسهم، وبعد ذلك: تحدث المجزرة الكبرى التي أخبر عنها الرسول محمد -ﷺ- بحيث يُقتل من كلّ مئة تسعة وتسعين، أو تسعة من كلّ عشرة –كما جاء في رواياتٍ خارج الصحيحين-، والمحصّلة: ندرة المتبقّين بعد تلك المقتلة.

## التعريف بنهر الفرات
تعريف نهر الفرات: هو بالضم ثم التخفيف، وآخره تاء مثناة من فوق، والفرات في أصل كلام العرب أعذب المياه، ومخرج الفرات فيما زعموا من أرمينية ثم من قاليقلا قرب خلاط ويدور بتلك الجبال حتى يدخل أرض الروم إلى ملطية، ويصب فيها أنهاراً صغار، ثم يمر بالرقة ثم يصير أنهاراً لتسقي زروع السواد بالعراق، ويلتقي بدجلة قرب واسط، فيصيران نهراً واحداً عظيماً يصب في بحر الهند الخليج العربي.

## الأدلة من السنة
عن أبي هريرة رضي الله عنه قال: قال رسول الله ﷺ: «لا تقوم الساعة حتى يُحْسَر الفرات عن جبل من ذهب يقتتل الناس عليه، فيقتل من كل مئة تسعة وتسعون، فيقول كل رجل منهم: لعلي أكون أنا أنجو»
وفي رواية قال: قال رسول الله ﷺ: «يوشك الفرات أن يحسر عن كنز من ذهب فمن حضره فلا يأخذ منه شيئاً»
وعن عبد الله بن الحارث بن نوفل رضي الله عنه قال: كنت واقفاً مع أبي بن كعب، فقال: لا يزال الناس مختلفة أعناقهم في طلب الدنيا؟ قلت: أجل، قال: فإني سمعت رسول الله ﷺ يقول: يوشك الفرات أن ينحسر عن جبل من ذهب، فإذا سمع به الناس ساروا إليه، فيقول من عنده: لئن تركنا الناس يأخذون منه ليذهبن به كله، قال: فيقتتلون عليه، فيقتل من كل مئة تسعة وتسعون.
وعن أبي هريرة رضي الله عنه قال: قال رسول الله ﷺ: لا تذهب الدنيا حتى ينجلي فراتكم عن جزيرة من ذهب، فيقتتلون عليه، فيقتل من كل مئة تسعة وتسعون.

## شرح الحديث
يقول الإمام النووي رحمه الله - في معنى انحسار الفرات: ومعنى انحساره، انكشافه لذهاب مائه، وقد يكون بسبب تحول مجراه، فإن هذا الكنز أو هذا الجبل مطمور بالتراب، وهو غير معروف، فإذا ما تحول مجرى النهر لسبب من الأسباب، ومر قريباً من هذا الجبل كشفه، والله أعلم بالصواب. أهـ.
يقول الحافظ ابن حجر عن سبب تسميته بالكنز، في الحديث الأول، وعن سبب تسميته بجبل من ذهب في الحديث الثاني: وسبب تسميته كنزاً باعتبار حاله قبل أن ينكشف، وتسميته جبلاً للإشارة إلى كثرته.
أما معنى أن يقتتل عليه الناس فيقتل من كل مئة تسعة وتسعون ولا ينجو إلا واحد، الظاهر من معنى هذا الحديث أن القتال يقع بين المسلمين أنفسهم، لأن قتال المسلمين مع أعدائهم من يهود ونصارى وغيرهم يسمى ملاحم.

## زمن حدوث العلامة
اختلف الأئمة في تحديد زمن حدوث ذلك، فذهب الإمام البخاري إلى أنه يقع مع خروج النار، ويظهر ذلك من صنيعه أي من صنيع الإمام البخاري - ، إذ أدخل حديث حسر الفرات تحت باب خروج النار، وأورد حديث أبي هريرة وحارثة بن وهب ولفظ حديث حارثة هو: تصدقوا، فسيأتي عليكم زمان يمشي الرجل بصدقته، فيقول الذي يأتيه بها: لو جئت بها بالأمس؛ لقبلتها فأما الآن فلا حاجة لي بها فلا يجد من يقبلها عقب الباب المذكور مباشرة تحت باب لم يترجم له بشيء، مما يدل على أنه متعلق به، فهو كالفصل منه، ومن ثم يؤخذ السبب في عدم قبول الناس ما يعرض عليهم من الأموال، وكذلك سبب النهي عن أخذ شيء مما يحسر عنه الفرات، وهو انشغالهم بأمر الحشر، بحيث لا يلتفت أحد منهم إلى المال بل يقصد أن يتخفف منه ما استطاع.
وذهب الحليمي في المنهاج في شعب الإيمان إلى أنه يقع في زمن عيسى بن مريم عليهما السلام، فإنه ذكر حديث حسر الفرات ثم قال: فيشبه أن يكون هذا الزمان الذي أخبر النبي ﷺ أن المال يفيض فيه فلا يقبله أحد، وذلك في زمان عيسى عليه السلام، ولعل سبب هذا الفيض العظيم ذلك الجبل مع ما يغنمه المسلمون من أموال المشركين.
وذكر القرطبي نفس كلام الحليمي وأقره على ذلك، 
وهناك حديث يؤيد هذا القول، روى البخاري في صحيحه من حديث أبي هريرة مرفوعاً، وفيه: والذي نفسي بيده ليوشكن أن ينزل فيكم ابن مريم حكماً عدلاً ... إلى أن قال: ويفيض المال حتى لا يقبله أحد.
أما ابن حجر فإنه لم يحدد لحديث حسر الفرات عن جبل من ذهب زمن معين، لكنه ذكر ما ذهب إليه البخاري من أنه يقع عند الحشر، وذلك أثناء تعرضه لبيان الحكمة التي لأجلها نهى النبي ﷺ عن الأخذ منه، وقد عد ذلك أي حسر الفرات عن جبل من ذهب صاحب الإشاعة، من الأمارات التي تدل على قرب خروج المهدي. والذي دفعه إلى القول بذلك ما رواه ابن ماجة من حديث ثوبان مرفوعاً: يقتتل عند كنزكم ثلاثة، كلهم ابن خليفة. ثم ذكر الحديث في المهدي، فإن كان المراد بالكنز الذي في حديث أبي هريرة، دل على أنه إنما يقع عند ظهور المهدي قبل نزول عيسى وخروج النار، ولكن ليس هناك ما يعين ذلك.

## سبب النهي عن أخذ شيء منه
أما الحكمة التي لأجلها ورد النهي عن الأخذ من ذلك الجبل الذي يحسر عنه الفرات، فقد ذكر العلماء في بيان الحكمة من ذلك عدة أسباب:-
1. أن النهي لتقارب الأمر وظهور أشراطه، فإن الركون إلى الدنيا والاستكثار منها مع ذلك جهل واغترار.
2. أن النهي عن أخذه لما ينشأ عنه من الفتنة والاقتتال عليه.
3. لأنه لا يجري به مجرى المعدن، فإذا أخذه أحدهم ثم لم يجد من يخرج حق الله إليه لم يوفق بالبركة من الله تعالى فيه، فكان الانقباض عنه أولى.[16]
4. إنما نهى عن الأخذ منه أنه للمسلمين فلا يؤخذ إلا بحقه، ذكره ابن التين، وقال كما حكى عنه الحافظ ابن حجر: ومن أخذه وكثر المال ندم لأخذه ما لا ينفعه، وإذا ظهر جبل من ذهب، كَسَدَ الذهب، ويبدو أن الإمام البخاري ذهب إلى اختيار القول الأول، إذ أورد هذا الحديث تحت باب خروج النار مما يوحي بأنه يرى أن النهي عن الأخذ ورد لأنه عند الحشر ومع خروج النار، وهو وقت انشغال الناس بأمر الحشر، فإذا أخذ منه أحد لا يستفيد منه سوى الندم.

وذهب القرطبي إلى اختيار القول الثاني، وقال: وهو الذي يدل عليه الحديث. كذلك ذهب إلى اختياره الحافظ ابن حجر واستدل بحديث أبي بن كعب مرفوعاً: يوشك أن يحسر الفرات عن جبل من ذهب ... ، وذكر الحديث. وبهذا الحديث أبطل ما ذهب إليه ابن التين، وقال: إنما يتم ما زعم من الكساد لو اقتسمه الناس بينهم بالتسوية ووسعهم كلهم، فاستغنوا أجمعين، فحينئذ تبطل الرغبة فيه، وأما إذا حواه قوم دون قوم، فحال من لم يحصل له منه شيء باق على حاله، وعَقّبَ على القول بأن النهي ورد لكونه يقع مع خروج النار، فقال: ولا مانع أن يكون عند خروج النار للحشر، لكن ليس ذلك السبب في النهي عن الأخذ منه.

## إنظر أيضاً
- نهر الفرات
- علامات الساعة في الإسلام